# Incendio del metro de Bakú de 1995
El incendio del metro de Bakú se produjo el 28 de octubre de 1995 en la red de metro de Bakú, la capital de Azerbaiyán. La causa del suceso fue el incendio de un vagón en hora punta debido a un fallo eléctrico, si bien la mayoría de las víctimas se produjeron por intoxicación y aplastamiento. Con un total de 289 muertos y 270 heridos según informes oficiales, es el siniestro más grave a nivel mundial en la historia del metro.

## Accidente
El incendio tuvo lugar a las 17:58 horas en el interior del metro de Bakú, entre las estaciones de Ulduz y Nariman Narimanov al norte de la capital. Los cinco vagones del tren iban llenos al ser hora punta. El túnel que conectaba ambos destinos era muy estrecho, de una sola vía. Igual que en otros países de la antigua Unión Soviética, el metro utilizaba vagones Metrowagonmash de ancho ruso que estaban en servicio desde los años 1970, con un mantenimiento limitado por la crisis económica que asolaba al país tras la independencia.
Según el informe de la investigación, el tren estaba abandonando la estación de Ulduz cuando se produjo un fallo eléctrico que incendió rápidamente el cuarto vagón. El conductor detuvo el tren a 200 metros del punto de partida, una decisión que resultó fatal porque llenó el túnel de humo, y al reportar la incidencia pidió al controlador de tráfico que cortase el suministro. Al mismo tiempo los pasajeros trataron de escapar de los vagones llenos, y al no poder abrir las puertas rompieron las ventanas. Esto hizo que el humo se propagara rápidamente mientras se agolpaban por salir, así que la mayoría de los pasajeros murieron asfixiados. Los que si pudieron huir lo hicieron de forma atropellada, en un espacio estrecho y oscurecido, y algunos de ellos fallecieron electrocutados al tocar cables de alta tensión. El sistema de ventilación se había activado para intentar absorber el humo de la estación de Ulduz, pero a los quince minutos empezó a desplazarlo por el túnel hacia Nariman Narimanov, de modo que los trabajadores del metro y los bomberos que habían entrado para evacuar la zona también se vieron afectados. Por último, se avisó tarde a los servicios de rescate y hubo problemas de coordinación en el despliegue del dispositivo.
Los bomberos de Bakú tardaron horas en sofocar las llamas debido a la compleja situación. Cuando todo había terminado, descubrieron cuarenta fallecidos en el túnel —tres de los cuales eran del equipo de rescate— y otros 260 cadáveres en el interior del tren calcinado. La mayoría de las víctimas habían fallecido debido a intoxicación por monóxido de carbono, aunque algunos de los que se encontraban en el cuarto vagón pudieron haber sido aplastados mientras trataban de escapar. La mayoría de los supervivientes estaban montados en el primer y segundo vagón, los más próximos a la estación de Narimanov. La opción preliminar de un atentado quedó descartada en la investigación final.

## Consecuencias

### Víctimas
El incendio de Bakú es el peor accidente en la historia del metro como sistema de transporte, con un saldo oficial de 289 fallecidos y 270 heridos. Hasta esa fecha, los sucesos más graves habían sido el accidente de Malbone Street en el Metro de Nueva York, ocurrido el 1 de noviembre de 1918 con 93 muertos, y el incendio de Couronnes en el metro de París, sucedido el 10 de agosto de 1903 con 84 víctimas.
El gobierno de Azerbaiyán declaró tres días de luto oficial y costeó los funerales. Uno de los pasajeros que falleció mientras participaba en el rescate, el militar Chingiz Babayev, fue nombrado Héroe Nacional de Azerbaiyán a título póstumo en 1996.

### Investigación
Las autoridades de Azerbaiyán determinaron que la causa del accidente había sido un fallo eléctrico, agravado por la presencia de material sintético inflamable en los vagones. Se consideró que el conductor había cometido un grave error al detener el tren en medio del túnel, pues si hubiese continuado hacia la estación de Narimanov podría haberse evacuado a la mayoría de los pasajeros. En algo común al transporte heredado de la Unión Soviética, también se apuntó que el metro de Bakú tenía problemas de mantenimiento por falta de recursos. En un primer momento se barajó la posibilidad de un sabotaje, pues el metro de Bakú ya había sufrido dos atentados en marzo y julio de 1994, pero esta opción fue finalmente descartada.
En 1996 el Tribunal Supremo de Azerbaiyán condenó al conductor a quince años de cárcel por «neglicencia criminal». Además, el controlador de tráfico de la estación fue condenado a diez años de cárcel por la misma razón.
Con el paso del tiempo, Bakú ha llevado a cabo una profunda remodelación del suburbano, financiada en parte con fondos de la Unión Europea, que ha implicado la construcción de nuevas líneas, cambios en los protocolos de seguridad, y la renovación de la flota con trenes Metrowagonmash de nueva generación.